# Arctodiaptomus kamtschaticus
Arctodiaptomus kamtschaticus (лат.) — вид мелких веслоногих ракообразных из семейства Diaptomidae отряда каляноид. Впервые описан в 1953 году советским зоологом Е. В. Боруцким.

## Распространение
Эндемик России. Обнаружен в озере Зелёное на Камчатке; вероятно, водится и в других пресноводных озёрах полуострова.

## Взаимодействие с человеком
Согласно данным Международного союза охраны природы с 1996 года таксон имеет охранный статус «Уязвимые виды» (VU). Более актуальных данных о состоянии вида нет.